# Zoltay István
Zoltay István (Szendrő, ? – ?, 1572. április 12.) hadnagy, várkapitány.
Őse, Zoltay János, Magyarország konstantinápolyi követeként 1513-ban kapott II. Ulászló királytól nemességet.
Zoltay István neve Eger várának 1552-es ostromához köthetően szerepel először az írásos emlékekben. Főhadnagyként negyven lovasával sietett a megtámadott egri vár védelmére. Személye Gárdonyi Géza Egri csillagok című regényében is feltűnik. Gárdonyi leírása szerint Zoltay vidám tekintetű, naptól barnult, szőke hajú ifjú volt. A regényből azt is megtudjuk, hogy ifjú korában Batthyány szolgálatában állt.
1553. október 17-én Veli bég Poroszló környéki garázdálkodásainak megfékezésre indított portyázás alkalmával Bornemissza Gergellyel együtt török fogságba került. Hatvan várában raboskodott. Veli bég ideiglenesen szabadon bocsátotta, hogy eszközölje ki a Dobó István fegyveresei által foglyul ejtett és Szerednye várában őrzött Cselebi török úrral kicserélését. Ez azonban nem sikerült, és a Zoltayért megszabott váltságdíjat 1556-ban a kamara fizette ki, ekkor szabadult véglegesen.
1557-ben Zay Ferenc naszádos kapitány helyettese Komáromban. 1558. április 1-jén Verancsics Antal püspök, főispán Eger vára kapitányának nevezte ki, amely tisztséget 1562. június 10-ig látta el. 1562-ben a mezei hadban volt, majd 1563-tól haláláig szendrői kapitány.